# Bessones
Bessones  (títol original: De tweeling) és una pel·lícula neerlandesa dirigida per Ben Sombogaart, estrenada l'any 2002. El film va ser nominat al Oscar a la millor pel·lícula de parla no anglesa. Ha estat doblada al català

## Argument
Basada en una novel·la de 1993, la pel·lícula explica la història d'Anna i Lotte, dues germanes bessones separades durant la seva infància en els anys 1920 després de la mort dels seus pares. Lotte creixerà amb una tia a Holanda, portant una vida acomodada, mentre l'altra ho farà en dures circumstàncies en una granja alemanya propietat del seu oncle. Es trobaran al començament de la Segona Guerra Mundial, però aviat se separen. La guerra deixa un rancor entre les dues germanes, perquè Lotte es compromet amb un noi jueu, que després es internat a Auschwitz, mentre que Anna surt amb un jove oficial de les SS, també mort per una granada. Anna i Lotte es reuniran de nou en la vellesa.

## Repartiment
- Ellen Vogel: Lotte, de gran
- Gudrun Okras: Anna, de gran
- Thekla Reuten: Lotte, de jove
- Nadja Uhl: Anna, de jove
- Julia Koopmans: Lotte, de petita
- Sina Richardt: Anna, de petita
- Betty Schuurman: Mare Rockanje
- Jaap Spijkers: Pare Rockanje